# 今、聴いて欲しい歌達。
「今、聴いて欲しい歌達。」（いま、きいてほしいうたたち。）は、アンダーグラフのライブ盤としては1枚目、ライブ会場限定発売となるものとしては2枚目となるCD。

## 概要
「Acorn Records」からのライブ会場限定CD・第2弾となる、
「アンダーグラフ」が「今」聴いて欲しい音楽を選りすぐった 初のアコースティックライブ盤。
2010年 夏に開催された大規模なアコースティックツアー
「acoustic tour10～夏の夜、奏でたい曲が出来たから～」。
ツアーファイナル「横浜」公演は、坂本美雨をゲストに迎え、
ツインキーボード編成でおこなわれたスペシャルライブ。
そのライブ音源を、待望の初パッケージ化。
原曲とは大きく異なるアレンジが、楽曲の新たな一面を引き出している。
---「アンダーグラフ」が、今だから届けたいメッセージ。

## 収録曲
1. 2111～過去と未来で笑う子供達へ～
2011年6月に配信限定Singleとしてリリース。
「SoulJa」とのコラボレーションが話題となった楽曲。
「蒼の時」のリードナンバーとなる「2011」の原曲である。
2. 幸福連鎖
チャリティイベント「LOVE FOR HAITI」でも披露し、
ジャンルを超えたオーディエンスからも評価が高い。
オリジナルは、4th Album「この場所に生まれた僕達は いつも何が出来るかを考えている」に収録されている。
3. セカンドファンタジー
7枚目のSingle。「live tour '11 ～風光ル春の月夜に～」ファイナル公演のラストに演奏された。
独特の転調がある楽曲。
4. 時流
デビュー前に作られた曲だが「自分達が演奏するには早すぎる」として、
数年間封印されていた経緯がある。
その後、キャリアを積んだメンバーによって音源化された。
2010年9月にシングルベスト「UNDER GRAPH」に初収録され、日の目を見る。
5. やっぱり地球は青かった（×坂本美雨）
真戸原直人が描いた物語調の楽曲に「女神の声」として坂本美雨が参加。
2010年8月25日がライブでの初コラボレーションとなる。
CD収録は、10th Single「夏影」。